# Stadtbefestigung Hammelburg

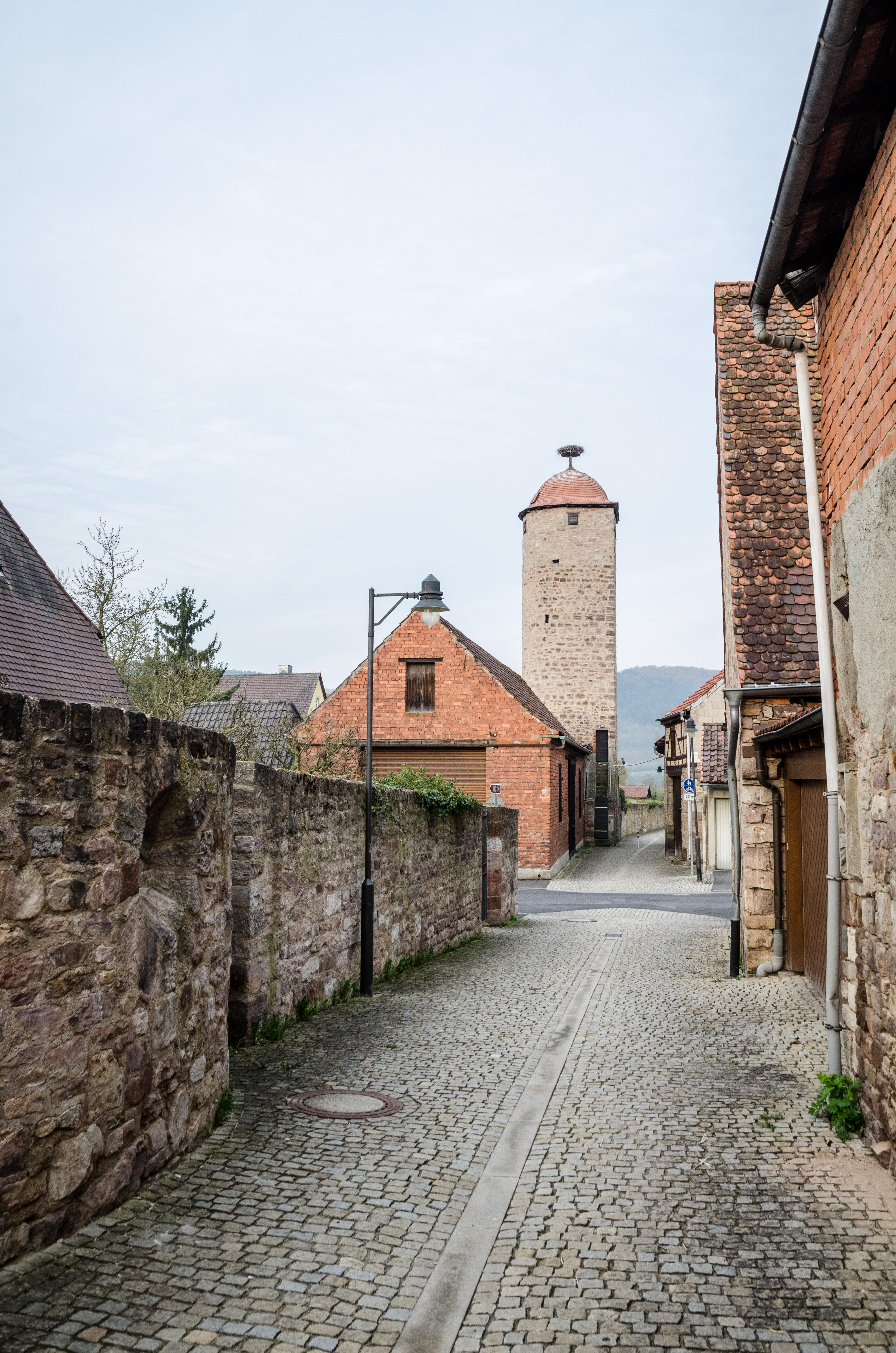
Stadtmauer in Hammelburg, im Hintergrund der Mönchsturm

Die Stadtbefestigung in Hammelburg, einer Kleinstadt im unterfränkischen Landkreis Bad Kissingen, wurde im 13. Jahrhundert errichtet. Die Stadtbefestigung ist ein geschütztes Baudenkmal.

## Geschichte und Beschreibung
Die Stadtbefestigung wurde unter Heinrich IV. von Erthal, dem Fürstabt des Klosters Fulda,  erbaut (siehe auch: Geschichte von Hammelburg). Sie wird 1242 erstmals erwähnt und wurde um 1260 vollendet. Die Stadtmauer bestand aus Bruchsteinquadermauerwerk mit einer Dicke bis zu 1,5 m. Die Zwingermauer ist bedeutend schmäler und heute teilweise mit jüngeren Gebäuden überbaut. Von den drei Stadttoren: Weihertor im Westen, Oberes Tor im Osten und Niedertor im Norden, ist keines erhalten. Sie wurden nach dem Stadtbrand von 1854 abgerissen. Die Tore besaßen alle Tortürme.
Von den ursprünglich elf Wehrtürmen sind noch drei erhalten: Baderturm, Hüterturm und Mönchsturm.